# Chalpicote
Chalpicote är en ort i Mexiko.   Den ligger i kommunen Poncitlán och delstaten Jalisco, i den centrala delen av landet, 400 km väster om huvudstaden Mexico City. Chalpicote ligger 1 537 meter över havet och antalet invånare är 623.
Terrängen runt Chalpicote är kuperad norrut, men söderut är den platt. Terrängen runt Chalpicote sluttar söderut.  Trakten runt Chalpicote är nära nog obefolkad, med mindre än två invånare per kvadratkilometer. Närmaste större samhälle är Ocotlán, 15,7 km öster om Chalpicote. 